# Череповецкий Воскресенский монастырь
Череповецкий Воскресенский монастырь — мужской монастырь, существовавший у слияния рек Ягорбы и Шексны в XIV—XVIII веках. Из монастырского посада в XVIII веке возник город Череповец.
Основатели монастыря — иноки Феодосий и Афанасий — были учениками Сергия Радонежского. Позднейшее монастырское предание связывало возникновение обители с чудесным «лучеиспусканием».

## История
Дата основания монастыря точно не известна, в краеведческой литературе принято приурочивать это событие к епископству Игнатия (1355—1365).
С 1449 года монастырь постоянно упоминается.
В XVI веке близ монастыря сформировалось крупное село Федосьево (в 1777 году в результате объединения подмонастырской слободы и села возник город Череповец).
В 1610, 1613 и 1618 годах монастырь и его окрестности были разорены польско-литовскими отрядами.
В монастыре существовало два храма — Воскресенский (холодный) и Троицкий (тёплый). Пятиглавая соборная церковь Воскресения Христова с приделами Иоанна Предтечи, Афанасия и Феодосия Череповецких, Филиппа Ирапского, возведённая в 1752—1756 годах, — старейшая постройка современного Череповца. Расписана в 1851 году.
Монастырь упразднён в 1764 году во время екатерининской секуляризации, монастырская слобода оказалась в ведении Коллегии экономии.
В 1930-х годах были уничтожены Троицкий собор и колокольня.
В 1920—1930-х годах Воскресенский собор принадлежал обновленцам; его настоятелем в 1924—1931 годах состоял протоиерей Иоанн Мальцев. Во время Великой Отечественной войны в Воскресенском соборе находилась мастерская по ремонту авиационных двигателей. Сразу после войны Воскресенский храм был возвращён верующим.